# Antônio Madureira
Antônio José Madureira Ferreira(Macau, 24 de novembro de 1949), também conhecido por Antônio José Madureira ou Zoca é um músico (maestro, violonista e compositor) brasileiro, integrante do Quinteto Armorial, que associou a música erudita à popular, na década de 1970, vinculado ao Movimento Armorial, idealizado e liderado pelo escritor paraibano Ariano Suassuna.
O Quinteto Armorial lançou ao todo 4 discos: Do Romance ao Galope Nordestino (1974), Aralume (1976), Quinteto Armorial (1978) e Sete (1980).
Após à dissolução do grupo, Antônio Madureira continuou sua carreira musical, marcada por essa convergência entre o erudito e o popular, através dos discos Brasílica - O Romance da Nau Catarineta (1992), com Cecília Didier; Romançário (1996), com Rodolfo Stroeter; da criação do Quinteto Romançal, com os discos Ancestral (1997) e No Reino da Ave dos Três Punhais (1999); e mais recentemente no disco Segundo Romançário (2009), com Sérgio Ferraz.
Sobre Antônio Madureira, reproduzimos o interessante depoimento de Ariano Suassuna: "Antônio Madureira, que esteve, e está ao meu lado por tantos anos; desde os tempos heroicos do Quinteto Armorial (cujo coordenador e líder incontestável foi ele); passando, depois, pela Orquestra Romançal, à qual se seguiu o extraordinário Quarteto Romançal, sendo que a orquestra gravou o inesquecível Toque para Marimbau".